# Guatemala
A Guatemala (pronunciado em castelhano: [gwate̞ˈmala]), oficialmente República da Guatemala (em castelhano: República de Guatemala), (do nahuatl Cuahtemallan, o que significa "lugar de muitas árvores") é um país da América Central, limitado a oeste e a norte pelo México, a leste pelo Belize, pelo Golfo das Honduras e pelas Honduras e a sul por El Salvador e pelo Oceano Pacífico. Com uma população estimada em cerca de 18 917 714 é o país mais populoso da América Central e o 10º da América, e também a sua economia é a 9ª maior da América Latina. A Guatemala é uma democracia representativa; sua capital e maior cidade é Nueva Guatemala de la Asunción, também conhecida como Cidade da Guatemala. 
Segundo sua constituição, é uma república democrática e representativa organizada para sua administração em 22 departamentos. Sua capital é a Cidade da Guatemala, tem uma população de 5 301 286 habitantes e uma extensão territorial de 2 253 Km², o que a torna a maior área metropolitana com maior número de habitantes da América Central. Ao mesmo tempo a economia da Guatemala é atualmente a maior da América Central. 
A geografia da Guatemala possui uma grande variedade climática apesar de sua pequena extensão territorial devido em grande parte ao seu relevo montanhoso com altitudes que vão desde o nível do mar até 4 220 m acima desse nível. Isso favorece a existência no país de ecossistemas tão variados que vão desde os manguezais das zonas úmidas do pacífico até as florestas montanhosas. O país tem uma área de 108 889 Km². O idioma oficial é o espanhol, embora seja um país multicultural e multilíngue no qual existem vinte e duas línguas maias e línguas como xinca e garífuna. O território onde atualmente está localizada a Guatemala faz parte da área denominada Mesoamérica e ali começou a se desenvolver uma parte importante da civilização maia, razão pela qual também é conhecido como "Coração da civilização maia", estendendo está civilização aos países limítrofe. Após a conquista da Guatemala, este território passou a fazer parte do Vice-Reino da Nova Espanha como Capitania Geral da Guatemala, a partir da independência da Guatemala em 1821, as províncias que compunham o então Reino da Guatemala e que incluíam os atuais países da Honduras, Belize, El Salvador, Nicarágua, Costa Rica e o estado mexicano do Chiapas.
O Reino da Guatemala aceitou o convite do imperador mexicano Agustín de Iturbide para fazer parte do Primeiro Império Mexicano, entidade política que não duraria muito. Após a dissolução do império, a Guatemala passou fazer parte da República Federal da América Central junto com os países centro-americano mencionados.  No início do século XX, a Guatemala se caracterizava por uma mistura de governos democráticos, bem como uma série de regimes ditatoriais, os quais eram frequentemente assistidos pelo United Fruit Company e o governo dos Estados Unidos. Em 1944, o líder autoritário Jorge Ubico foi derrubado por um golpe militar pró-democrático, iniciando uma revolução de uma década que levou a profundas reformas sociais e econômicas. Um golpe militar apoiado pelos EUA em 1954 acabou com a revolução e instalou uma ditadura. De 1964 a 1996, a Guatemala sofreu uma guerra civil travada entre o governo e militantes de esquerda, incluindo massacres genocidas da população maia perpetrados pelos militares. Desde um acordo de paz negociado pelas Nações Unidas, a Guatemala alcançou crescimento econômico e eleições democráticas bem-sucedidas, embora continue lutando com altos índices de pobreza e crime, cartéis de drogas e instabilidade. 
A atual forma de governo da Guatemala foi estabelecida em 1847, quando foi proclamada a criação da República da Guatemala, e o país começou a se abrir com as nações vizinhas, estabelecendo relações diplomáticas com algumas potências mundiais. Em 1871 houve o triunfo de uma reforma liberal, que foi seguida por uma série de regimes ditatoriais e antidemocráticos que duraram até 1944, Ano em que eclodiu a revolução guatemalteca, essa revolução durou até 1954, ano em que o golpe de Estado retomou o poder no país e precipitou o país em uma guerra civil que começou em 1960 e terminou em 1996. No século 21, a Guatemala tem uma política econômica relativamente estável que a posiciona como a nona maior economia da América Latina. 

## Etimologia

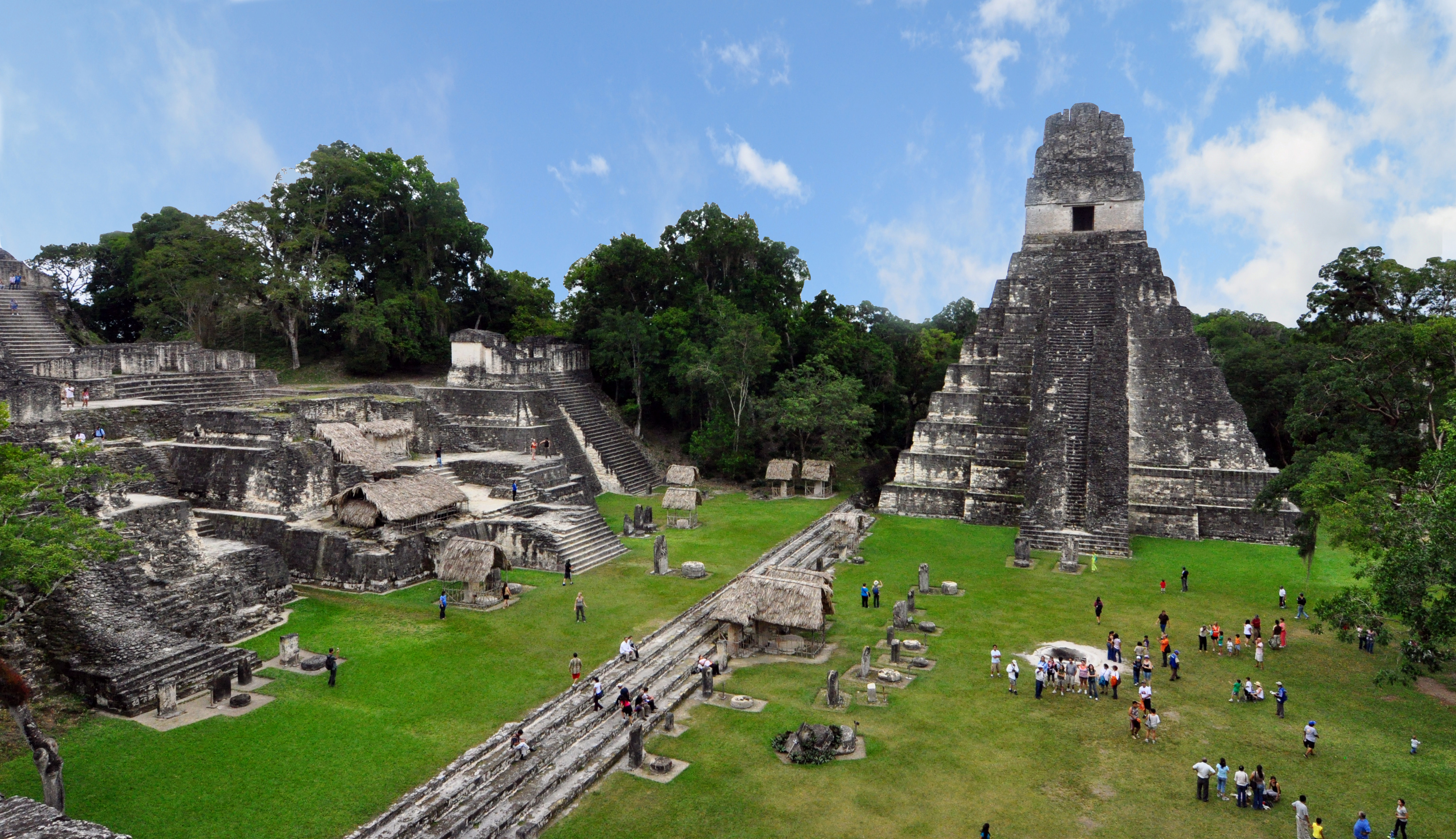
Tikal é um dos maiores sítios arqueológicos e centros urbanos da antiga civilização maia.

Acredita-se que o topônimo "Guatemala" derive da palavra indígena Quhatezmalha, que significa "montanha que verte água", em alusão ao vulcão Agua, que destruiu a Cidade Velha (Santiago de los Caballeros), primeira capital espanhola da capitania geral, ou do náhuatl Quauhtlemallan, que significa "lugar com muitas árvores".
Na pré-história, a atual Guatemala esteve culturalmente ligada à península de Yucatán, e testemunhou a ascensão das civilizações pré-maia e maia. Em suas planícies do norte e centrais ergueram-se as grandes e clássicas cidades maias de Tikal, Uaxactún, Altar de Sacrifícios, Piedras Negras, Yaxhá e Seibal; nos planaltos do sul estavam as cidades de Zacualpa, Kaminaljuyú, Cotzumalhuapa e outras. Elas mantinham conexões políticas e econômicas entre si e com as cidades pré-históricas no sul e centro do México, como as de Teotihuacán e Monte Albán (em Oaxaca).
A Guatemala é o berço da civilização maia, cujo centro era a região de Petén, o que justifica as características únicas da cultura guatemalteca no quadro da cultura centro-americana. Entre os séculos VII e XII, quando os astecas estenderam seu domínio até a Guatemala, os maias migraram para Yucatán. Posteriormente, nova migração os conduziu ao Petén. De 2500 a.C. até ao século X d.C., os Maias viveram uma era florescente, entrando depois em declínio até serem subjugados pelo conquistador espanhol Pedro de Alvarado, lugar-tenente de Cortés, em 1523.

## História

### Período colonial

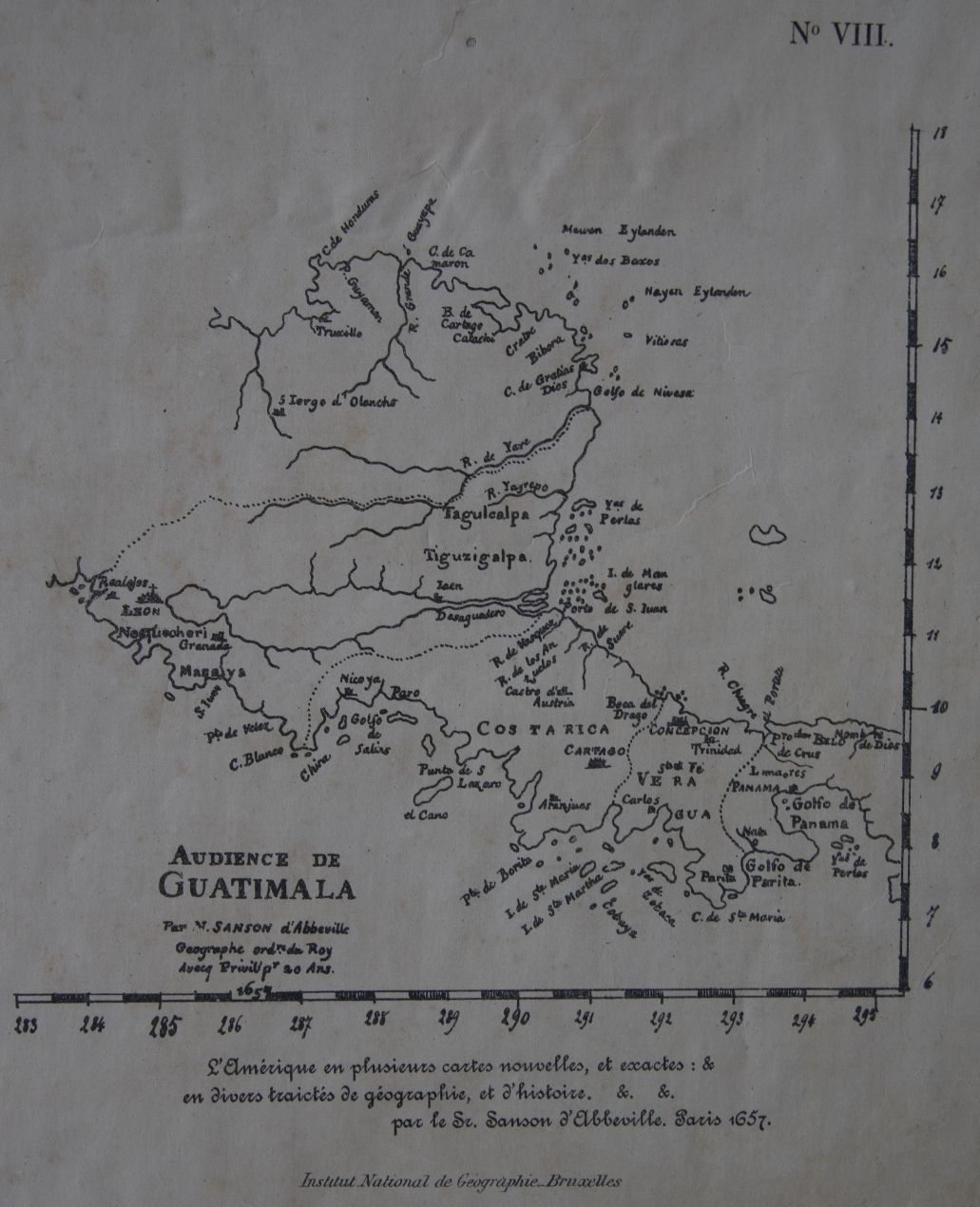
Mapa da Audiência da Guatemala, mostrando as fronteiras com a Costa Rica e Veragua (1657).

O território da Guatemala foi descoberto em 1523, por uma frota de fragatas do Império Espanhol. Quando chegaram ao território, os espanhóis o encontraram povoado pelos maias-quichés, cachiqueles e tzutoiles. Nada mais restava do antigo esplendor da civilização maia: a tecnologia era atrasada e a atividade econômica revelava estagnação cultural. Como outros grupos ameríndios, não tinham descoberto o uso da roda; além disso, por desconhecerem a metalurgia, seus instrumentos e armas eram de pedra e madeira. A primeira grande expedição, de Pedro de Alvarado, em 1523, entrou pelo território maia, onde encontrou forte resistência, razão pela qual a conquista não pôde completar-se até 1544. A versão maia da invasão espanhola foi recolhida nas crônicas da Casa Izquim Nehaib, redigidas em língua quiché durante a primeira metade do século XVI.
Em 1570, foi criada a Audiência (alta corte com papel político) da Guatemala, mais tarde capitania geral, dependente do vice-reino da Nova Espanha (depois México). A Capitania Geral da Guatemala abrangia toda América Central, desde Chiapatas até a Costa Rica. Durante o século XVIII, piratas e comerciantes ingleses exploravam a madeira da costa dos Mosquitos, autorizados pelo Tratado de Paris de 1763, concessão que culminou com a incorporação de Belize à coroa britânica, em 1862. A capital, também chamada Guatemala, foi destruída por um terremoto em 1773. Suas ruínas formam a Antiga Guatemala, ou Antigua. A construção da nova Guatemala foi autorizada em 1775.

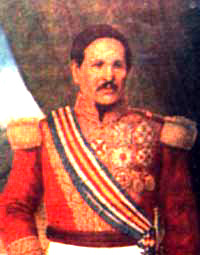
O general Rafael Carrera, presidente vitalício da Guatemala, praticou uma política conservadora.

As conspirações anteriores ao movimento de 15 de setembro de 1821 não tiveram grande importância. Depois de três séculos de domínio espanhol, marcado pelo fraco desenvolvimento comercial, esse movimento levou à proclamação da independência da Guatemala, sendo formada uma federação que incluía todos os territórios da antiga Capitania Geral da Guatemala, exceto Chiapas, anexada pelo México. A independência contou com a adesão dos monarquistas da colônia, fortes opositores do regime liberal instaurado na Espanha pela revolução de 1821. A federação uniu-se ao México e um exército expedicionário mexicano liderado por Vicente Filisola submeteu todo o território ao breve Império Mexicano de Agustín de Iturbide. Quando este ruiu (1823), a Guatemala retomou a sua autonomia.
Em 1º de julho de 1823, um congresso reunido por Filisola declarou a independência da Federação das Províncias Unidas da América Central (Guatemala, El Salvador, Nicarágua, Honduras e Costa Rica), com capital na Cidade de Guatemala, que subsistiu até 1839. O colapso da federação foi resultado de uma forte oposição liderada pelo general conservador Rafael Carrera, o qual, à frente de um exército popular, assumiu o poder em 1838. Eleito presidente em 1844, promulgou a independência do país em 21 de março de 1847 e governou autoritariamente até sua morte, em 1865.

### Independência

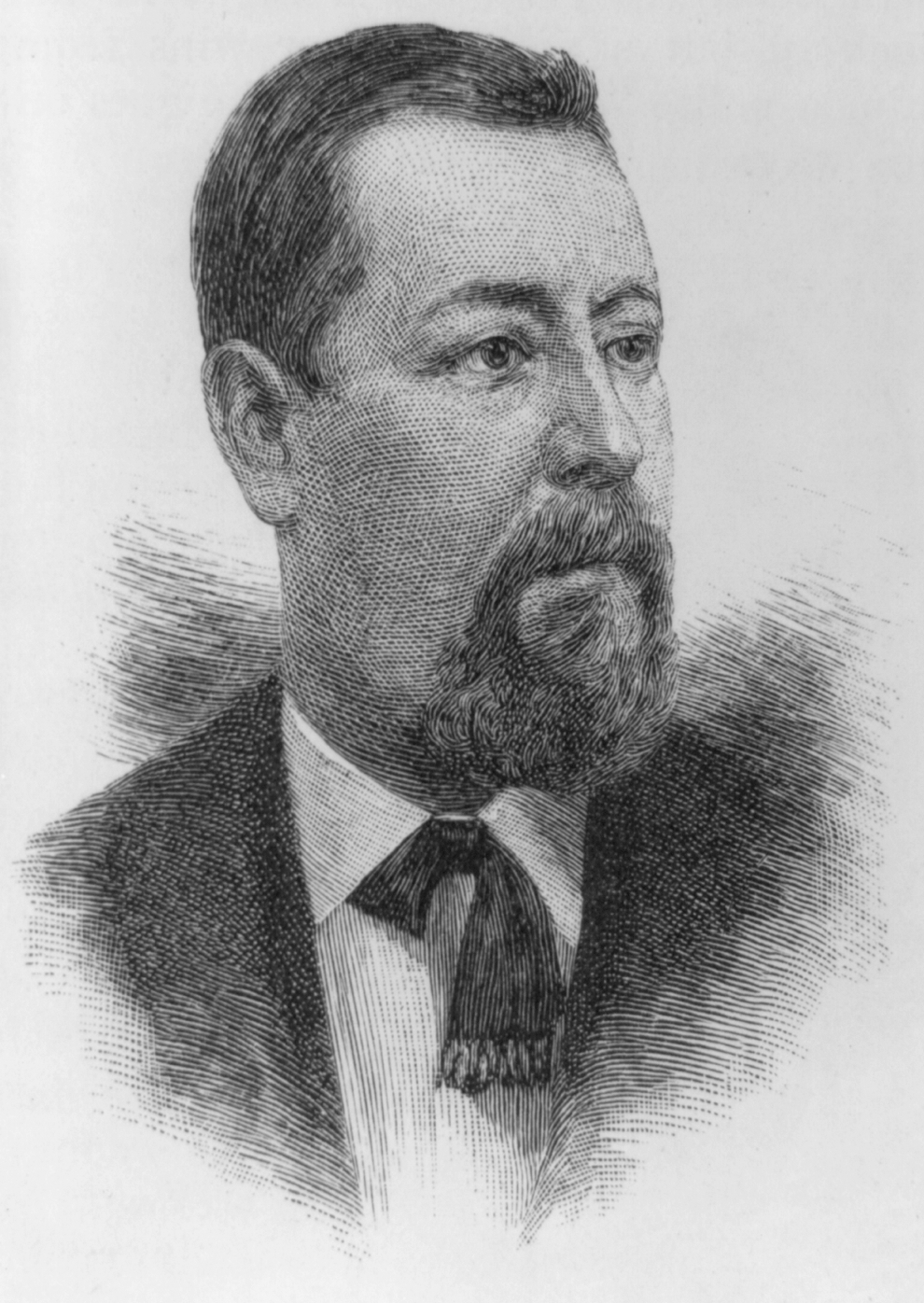
Justo Rufino Barrios (1873–1885), liberal e positivista, modernizou o país.

Carrera restabeleceu os privilégios da Igreja e opôs-se às tentativas de reconstruir a federação centro-americana. Em 1859, firmou com o Reino Unido um tratado que definiu os limites com as Honduras Britânicas (atual Belize). Seus sucessores na presidência tornaram-se cada vez mais despóticos.
Em 1871, teve início uma revolução que derrubou o governo e iniciou um período liberal que se manteve, com breves interrupções, até 1944. O governo de Justo Rufino Barrios, a partir de 1873, foi marcado pela política anticlerical e de desenvolvimento econômico, baseada no investimento em grandes propriedades produtoras de café. Sua política social, entretanto, foi prejudicial aos índios, que ficaram subordinados a um regime de trabalho quase servil. Ardoroso defensor da união centro-americana, Rufino tentou obtê-la a força e invadiu El Salvador. Morreu na batalha de Chalchuapa, em 1885. Seguiram-se governos autoritários e instabilidade política até 1931. Por intermédio da United Fruit Company, instalada no país em 1901, os EUA exerceram aí forte influência, que se manifestou principalmente nas presidências de Cabrera (1898–1920) e Ubico (1931–1945).

### O século XX
| |  |  |
| Na primeira foto, Manuel Estrada Cabrera (1898-1920), que prosseguiu a obra de Justo Rufino Barrios e deu especial apoio à companhia americana United Fruit, instalada no país em 1901. Na segunda foto, o general José Maria Orellana (1921 - 1926). |  |  |

Após Barrios, os dirigentes de maior destaque foram Manuel Estrada Cabrera (1898–1920), ditador durante 22 anos, e o general José Maria Orellana, que ocupou a presidência até 1927, quando foi nomeado presidente o antigo oficial do Exército Lázaro Chacón. Em 1930, os efeitos da depressão econômica e as acusações de corrupção contra a ditadura de Chacón provocaram a sua queda.
O general Jorge Ubico Castañeda foi nomeado presidente em 1931. Político populista, alcançou alguns êxitos notáveis em relação à economia guatemalteca, como a recuperação da depressão de 1930 e o primeiro superávit nas contas do país. No entanto, quem mais se beneficiou foi a empresa norte-americana United Fruit Company e a oligarquia nacional. A rigidez de seu regime fez com que Jorge Ubico fosse obrigado a renunciar em consequência de uma greve geral, em 1944, pondo, assim, um ponto final às ditaduras militares. Os trabalhadores organizaram-se em sindicatos e formaram-se partidos políticos.
Em 1944, Juan José Arévalo, à frente de uma coligação democrático-liberal, foi eleito para a presidência, que assumiu em 1945. Em sua administração, promulgou-se uma nova Constituição e institui-se um quadro de reformas políticas e sociais que favoreciam os trabalhadores urbanos e os camponeses, retirando poderes dos grandes latifundiários e dos militares. Em 1945, a Guatemala renovou as suas reclamações sobre as Honduras Britânicas (atual Belize), um tema pendente desde a formação da república. O conflito agravou-se em 1948, quando unidades da Marinha britânica foram enviadas ao porto da cidade de Belize a fim de impedir uma suposta invasão guatemalteca. A Guatemala fez um protesto dirigido às Nações Unidas e à União Panamericana e fechou a sua fronteira com as Honduras Britânicas. Arévalo concluiu o seu período presidencial, apesar de ter sofrido mais de 20 tentativas de golpe.
O coronel Jacobo Arbenz Guzmán (1951–1954) saiu vitorioso nas eleições gerais de 1950, apoiado por uma coalizão de partidos de esquerda, tendo continuado a política de reformas sociais de seu antecessor. O Congresso Nacional aprovou uma lei de reforma agrária que estabeleceu a divisão de terras não cultivadas a trabalhadores sem terra, afetando, assim, a United Fruit Company.
Em 1954, a oposição ao regime do coronel Arbenz aumentou muito, tanto dentro como fora do país, e muitas vezes ele foi classificado como comunista. Na X Conferência Interamericana, os Estados Unidos, alarmados pelo fortalecimento do Partido Comunista, conseguiram a aprovação de uma resolução anticomunista condenando implicitamente o governo da Guatemala. Alegando ter descoberto uma conspiração destinada a derrubá-lo, o Governo deteve as lideranças da oposição e os direitos civis foram suspensos.
Em 1954, o assim chamado Exército de Liberação, formado por políticos exilados treinados e apoiados pelos Estados Unidos, através da CIA, e dirigido pelo coronel Carlos Castillo Armas, invadiu a Guatemala. Arbenz deixou o poder em junho de 1954 e o Congresso Nacional foi dissolvido.

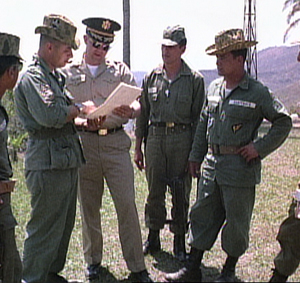
O então Coronel Carlos Arana Osorio (a direita) com assessores militares dos Estados Unidos (1965).

Castillo Armas foi nomeado presidente provisório e seu mandato foi ratificado mediante um plebiscito nacional. Paralelamente, uma assembleia constituinte redigiu uma nova Constituição. Em 1955, o governo autorizou a atividade de alguns partidos políticos. Em 1957, Castillo Armas foi assassinado. Uma junta militar tomou o governo e o general Miguel Ydígoras Fuentes foi nomeado pelo Congresso como presidente em 2 de março de 1958, sendo no entanto derrubado pelo seu ministro da Defesa, o general Enrique Peralta Azurdia, em março de 1963. Três anos mais tarde, veio a eleição pacífica do líder do Partido Revolucionário, Julio César Méndez Montenegro, para a presidência, com uma plataforma moderada, mas este nunca conseguiu impor as suas políticas por ação dos militares, que controlavam por completo os corredores do Poder. Méndez Montenegro governou de 1966 a 1970, quando se elegeu presidente Carlos Arana Osorio, o qual impôs uma política de extinção de todos os opositores, quer de partidos políticos, quer das guerrilhas rural e urbana. Em 1974, foi eleito o general Kjell Laugerud García, e em 1978, o general Romeu Lucas García. O candidato eleito em 1982 foi deposto pelo general Efrain Ríos-Montt, que passou a governar o país com plenos poderes.

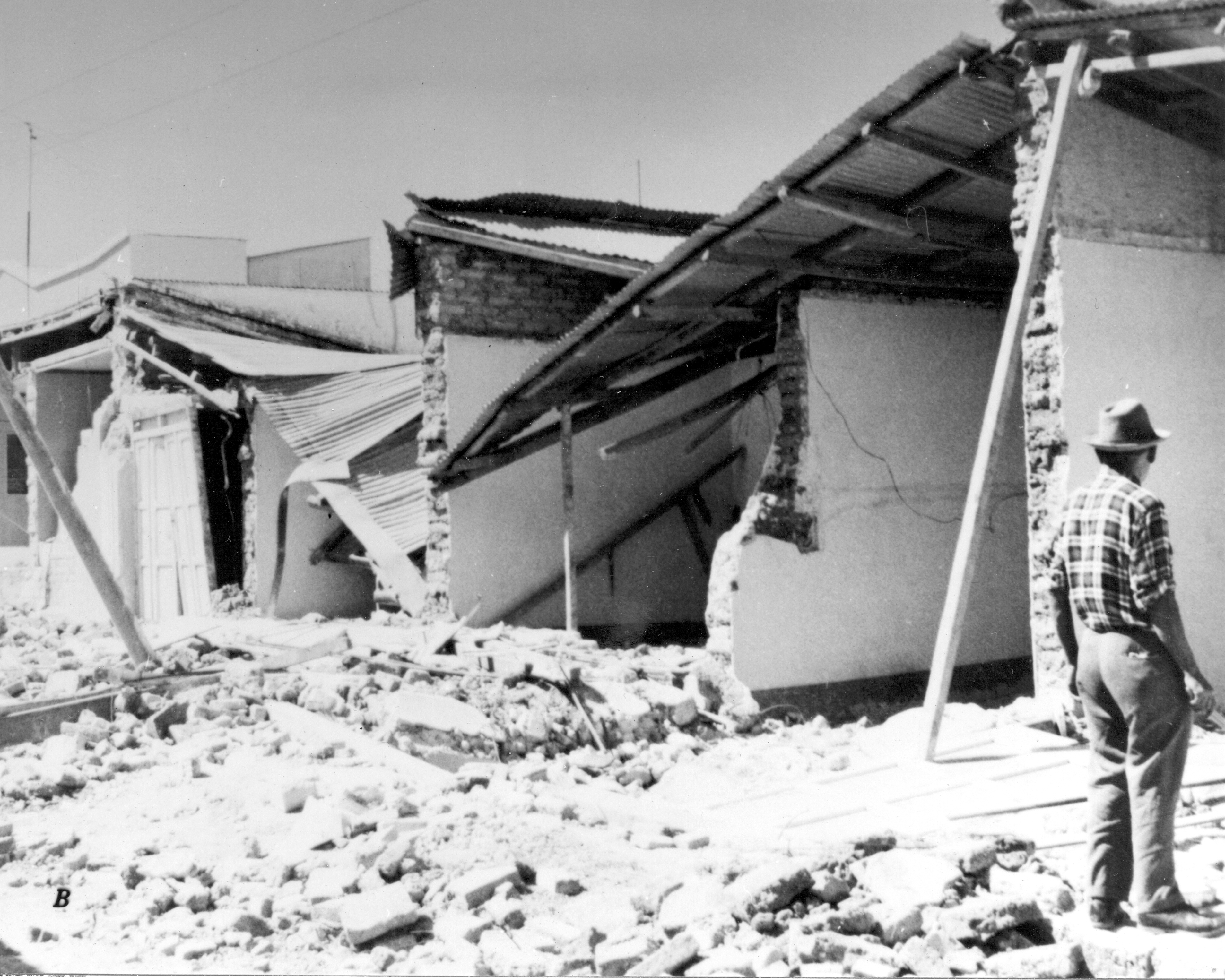
Casas destruídas na Cidade da Guatemala pelo terremoto de 1976, considerado um dos maiores desastres naturais já registrados na América Central.

Entre 1970 e 1982, o país, já devastado por tremores de terra em 1976, considerado um dos maiores desastres naturais já registrados na América Central, foi varrido por uma guerra civil intermitente, fomentada pelas atividades dos guerrilheiros de tipo castrista ou sandinista e dos Esquadrões da Morte paramilitares. A descoberta de reservas petrolíferas nos finais da década de 70, no Norte da Guatemala, criou uma crise entre este país e o Belize (na altura chamado Honduras Britânicas), pois acreditava-se que as reservas se estendiam para aquele território. No entanto, em setembro de 1981, a Inglaterra deu a independência ao Belize sob os protestos da Guatemala, que só abdicaria das suas pretensões sobre o Belize em setembro de 1991. Esta descoberta serviu também de pretexto para o Governo guatemalteco iniciar um movimento repressivo sobre os índios no Norte do território, provocando, não só o êxodo para o México, como uma adesão às guerrilhas sem precedentes. Até 1985, todas as eleições foram monopolizadas de modo a manter os militares no Poder.

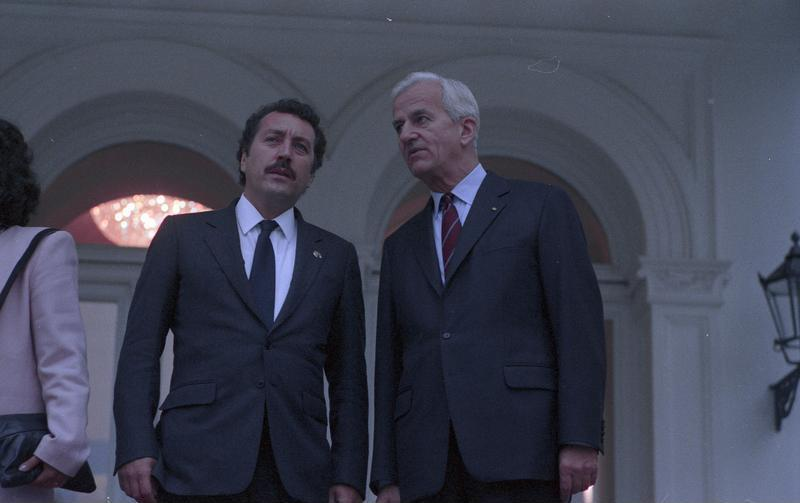
Marco Vinicio Cerezo Arévalo (esquerda) com Richard von Weizsäcker (direita).

Em 1983, o general Óscar Mejía Victores tomou o poder, prometendo redemocratizar o país. Em 1984, realizaram-se eleições para a Assembleia Constituinte, e em dezembro de 1985, na sequência da aprovação em março de uma nova Constituição, de cariz mais humanista, foi eleito o primeiro presidente civil dos últimos 15 anos, o democrata-cristão Marco Vinicio Cerezo Arévalo. A partir de 1987, a Guatemala integrou o esforço de paz na América Central (acordos assinados em 1987 e 1989 com Costa Rica, Honduras, Nicarágua e El Salvador). Contudo, em vez de apaziguar o país, Cerezo promoveu o ressurgimento dos esquadrões da morte (muito ativos durante as presidências militares), o que provocou a formação, por parte das várias guerrilhas, da União Revolucionária Nacional Guatemalteca (URNG). Marco Cerezo teve, também, de enfrentar várias tentativas de golpe de Estado, levadas a cabo pelos militares, para além da crescente insatisfação popular.

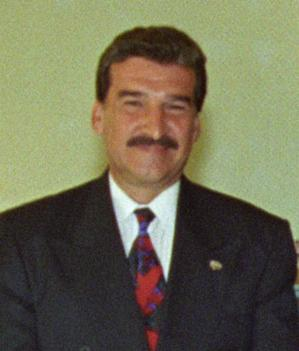
Ramiro de León Carpio.

Nas eleições de 1991 o evangélico Jorge Serrano Elías, dirigente do Movimento de Ação Solidária (centro-direita), foi eleito para a presidência e cedo estabeleceu diálogo com a URNG, de modo a pôr termo à situação de guerra vivida no país. Esta iniciativa, no entanto, causou reações violentas por parte da ala direita, através de ações perpetradas pelos esquadrões da morte. Em maio de 1993, Serrano anunciou um golpe de Estado, dissolveu o Congresso e a Corte Suprema e suspendeu a constituição, mas a pressão popular fez com que o exército retirasse o apoio e ele logo teve de renunciar. Seu vice, Gustavo Espina, caiu em seguida. Em junho, o Congresso elegeu para a presidência da República Ramiro de León Carpio, advogado de direitos humanos que tinha se destacado por suas denúncias sobre a violência institucional. Carpio instaurou várias reformas constitucionais que limitaram o mandato presidencial a quatro anos, estabeleceu negociações com a guerrilha e apoiou a criação de uma comissão para limitar a responsabilidade sobre a violência institucional, que tinha provocado mais de 100 mil mortos e aproximadamente 50 mil desaparecidos nas três últimas décadas.
Apesar da assinatura dos acordos de paz entre o Governo e a URNG em 1993, a instabilidade política e social continuou a marcar o quotidiano da Guatemala, tornando impotentes os esforços do presidente Carpio no estabelecimento de uma democracia sólida no país. Exemplo disso é o espancamento de uma cidadã norte-americana acusada de tráfico infantil, que foi levado a cabo por milícias populares em março de 1994. Este episódio, que acarretou enormes prejuízos econômicos ao provocar o cancelamento de visitas turísticas, surgiu na altura em que cada vez mais os militares tentavam imiscuir-se na política guatemalteca, originando, portanto, especulações sobre um possível envolvimento militar naquela ação popular.
Nas eleições de 1995, venceu o conservador Alvaro Arzú. A conclusão de um acordo de paz entre o poder central e a guerrilha pôs fim a 35 anos de conflito. Em 26 de dezembro de 1999, Alfonso Portillo, candidato da Frente Republicana Guatemalteca (FRG), partido populista de direita, venceu as eleições presidenciais no 2º turno, com 68% dos votos válidos, para um mandato de quatro anos. Em 2004, Óscar Berger, líder direitista, da Grande Aliança Nacional (GANA), sucedeu-o na presidência da República.
Em 3 de setembro de 2015, a três dias das eleições presidenciais, o então presidente Otto Pérez Molina renunciou ao cargo devido ao escândalo de corrupção conhecido como La Línea (A Linha). O vice-presidente Alejandro Maldonado assumiu o cargo interinamente.

## Geografia

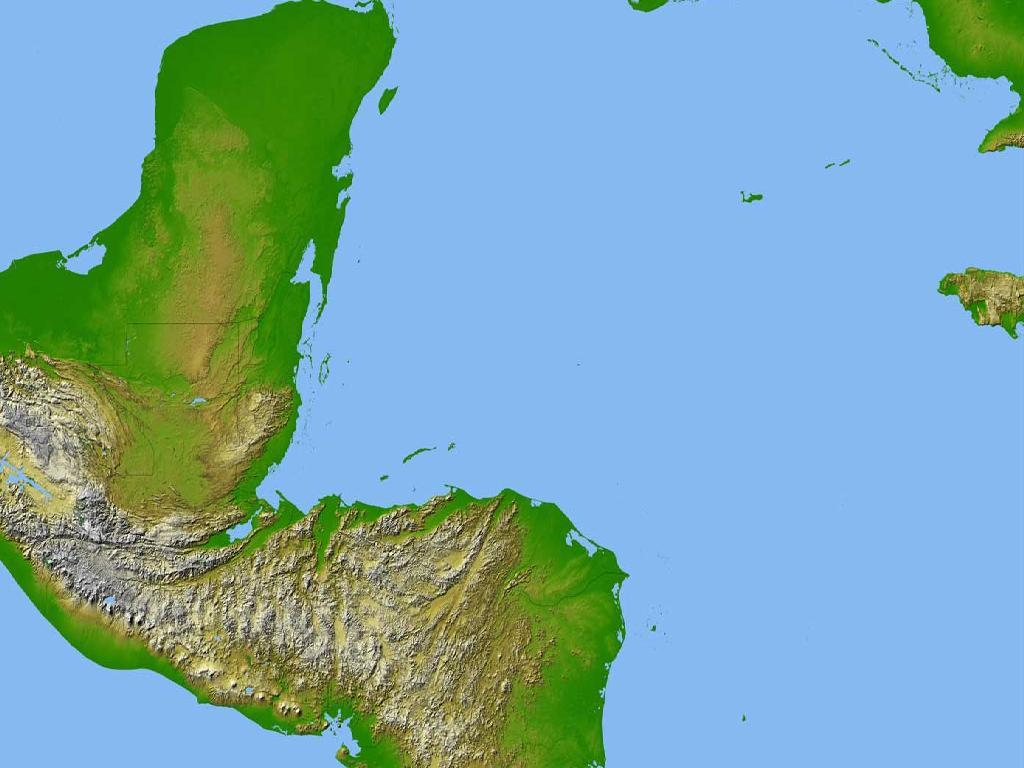
Imagem de satélite da Guatemala.

O país tem uma área de 108 889 km², sendo o terceiro maior do subcontinente, superado apenas por Nicarágua e Honduras, respectivamente. A nação possui uma grande variedade de climas, devido ao seu terreno montanhoso que vai desde o nível do mar até 4 220 m de altitude no Monte Tajumulco, o ponto mais elevado do país. A variação topográfica no território guatemalteco dá margem para que diversos ecossistemas se desenvolvam no país, variando dos manguezais da costa do Pacífico às florestas de altitude nas regiões montanhosas. Tal abundância de áreas biologicamente significativas e exclusivas à Guatemala contribui para sua classificação como um centro de biodiversidade. Limita-se ao Norte com o México, ao Sul com Honduras e El Salvador, ao leste faz fronteira com Belize e o mar do Caribe e ao Oeste é banhado pelo oceano Pacífico.
Assim como outros países centro-americanos, a Guatemala possui diversos lagos, cadeias de montanhas, que são prolongamento da Serra Madre mexicana, e grandes vulcões – alguns chegam a atingir mais de 4 000 m de altitude e ainda estão ativos, como o próprio Tajumulco (4 220 m) e o Tacaná (4 093 m). Ao sul e a leste as altitudes são menores. O Vale Motagua, na planície de El Petén, é um dos principais campos de fósseis de dinossauros. É também a região mais fértil do país e onde se concentram as principais atividades econômicas, com destaque para o cultivo do milho e a banana. Na região próxima ao Pacífico, as plantações de cana-de-açúcar e café são as mais importantes.
A temperatura é quente nas planícies e fria nas montanhas. No litoral do Pacífico, o clima é o tropical, e na costa caribenha os termômetros chegam a atingir 38 °C. Na floresta da planície de El Petén o clima é quente, e o grau de umidade varia de acordo com a época do ano.

### Meio Ambiente
Em 2019, as florestas cobrem menos de 30% do território, contra mais de 40% no início dos anos 2000. Segundo as Nações Unidas, "instituições fracas combinadas com a sede de lucro" aumentam "a vulnerabilidade socioambiental da Guatemala aos impactos da mudança climática e dos desastres naturais". O país também enfrenta a contaminação do solo, da água e do ar e a degradação da biodiversidade.

## Demografia
Com 17,2 milhões de habitantes, a Guatemala é o país centro-americano mais populoso, e o segundo mais densamente povoado. A população é formada majoritariamente por indígenas e descendentes. De acordo com o censo de 2010, os mestiços compõem cerca de 41% da população da Guatemala. Os brancos de ascendência europeia, sobretudo espanhola, alemã e italiana representam 10%. Os ameríndios, descendentes dos maias, constituem 48,9% da população. A maior parte da população da Guatemala é rural, contudo a urbanização está em aceleração.[carece de fontes?]
Embora a língua oficial seja o espanhol, ela não é universalmente compreendida entre a população indígena; ainda são faladas várias línguas maias, em especial em áreas rurais. Ao todo existem mais de vinte línguas maias, xinca e garífuna presentes. Os acordos de paz assinados em dezembro de 1996 determinam a tradução de alguns documentos oficiais e de materiais de voto para várias línguas indígenas.
Um número significativo de guatemaltecos vive fora do seu país. A maioria da diáspora da Guatemala está localizada nos Estados Unidos, com estimativas variando de 480 665 a 1 489 426 de imigrantes provenientes do país centro-americano. A dificuldade na obtenção de contagens precisas para guatemaltecos no exterior se dá porque muitos deles são requerentes de asilo que aguardam determinação de seu estado natal. A emigração para os Estados Unidos levou ao crescimento de comunidades da Guatemala na Califórnia, Delaware, Flórida, Illinois, Nova Iorque, Nova Jersey, Texas, Rhode Island e em outros lugares desde os anos 1970.

### Religião
| Religião           |                    |  | Porcentagem |       |
| Catolicismo romano | Catolicismo romano |  | 52,7%       | 52,7% |
| Protestantismo     | Protestantismo     |  | 30,4%       | 30,4% |
| Sem religião       | Sem religião       |  | 12,9%       | 12,9% |
| Outras religiões   | Outras religiões   |  | 4%          | 4%    |

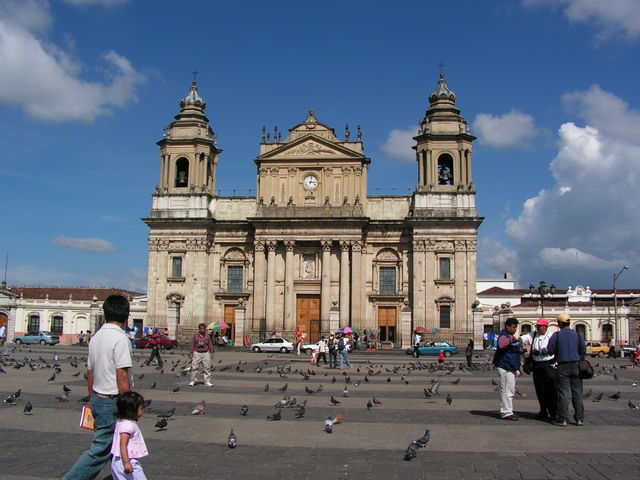
Catedral na cidade da Guatemala.

O catolicismo era a única religião reconhecida durante o período colonial. Sempre havia questões de intolerância religiosa no país na época colonial devido às religiões politeístas dos nativos indígenas. O protestantismo tem aumentado significativamente nos últimos anos, devido à chegada de várias denominações dos Estados Unidos na década de 1970.
Com a chegada dos espanhóis no Novo Mundo, o povo foi convertido ao catolicismo, mas suas crenças primitivas não foram esquecidas. As crenças religiosas maia são praticadas por uma grande porcentagem da população. A prática das crenças religiosas maia tem aumentado bastante entre os descendentes desta civilização devido à proteção garantida a estes pelo Acordo de Paz, principalmente na parte ocidental do país. Um dos exemplos mais típicos desse sincretismo religioso são os ritos da Igreja de Santo Tomás, em Chichicastenango.
Existem atualmente na Guatemala pequenas comunidades de judeus (aproximadamente 1 200 praticantes) que possuem suas próprias sinagogas, muçulmanos, Santos dos Últimos Dias, Testemunhas de Jeová, ateus e budistas.
Em termos de estatísticas, 50% da população da Guatemala segue a Igreja Católica Romana, 34% são protestantes e 5% possuem outras religiões (1% dos quais possui crenças indígenas/tribais relacionadas com a religião do povo Maia) e 11% não pertencem a nenhuma religião.

### Idiomas
A língua oficial da Guatemala é o espanhol, falado por 93% da população como a primeira ou segunda língua nativa.
Vinte e uma línguas maias são faladas, especialmente nas zonas rurais, bem como duas línguas não maias ameríndias: xinca, que é de origem indígena, e garífunas, uma língua aruaque falada na costa do Caribe. De acordo com a Lei de Línguas de 2003, estas línguas não são reconhecidas como línguas nacionais.

## Política

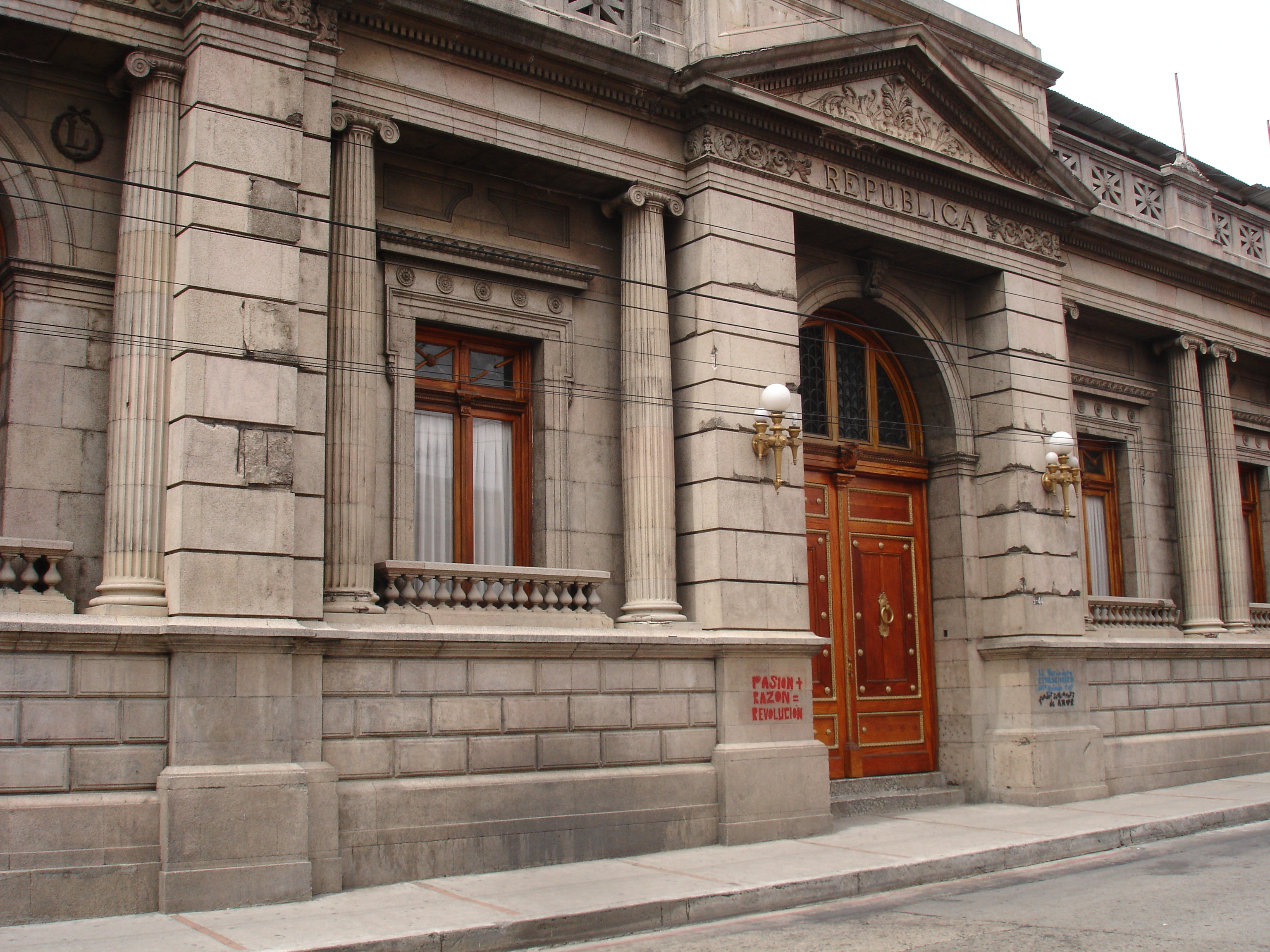
Congresso da República da Guatemala.

A Guatemala é uma república democrática constitucional segundo a qual o Presidente é tanto chefe de Estado quanto chefe de governo. O país possui um sistema multipartidário. O Poder Executivo é exercido pelo Governo. O Poder Legislativo é investido no governo e no Congresso da República Guatemalteca. O Poder Judiciário é independente do executivo e do legislativo.
O parlamento da Guatemala, o Congresso da República, com 113 assentos, é eleito cada quatro anos, simultaneamente com as eleições presidenciais. O presidente atua como chefe de Estado e do governo. Em suas tarefas executivas é auxiliado por um gabinete de ministros que são designados pelo próprio presidente.

## Subdivisões

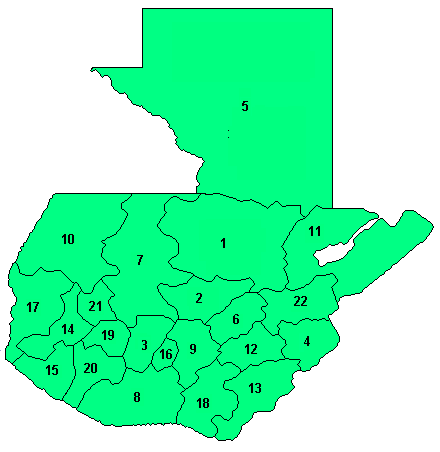
Departamentos da Guatemala.

A Guatemala está dividida em 22 departamentos, que são os seguintes, com suas respectivas capitais:
1. Alta Verapaz (Cobán)
2. Baja Verapaz (Salamá)
3. Chimaltenango (Chimaltenango)
4. Chiquimula (Chiquimula)
5. El Petén (Flores)
6. El Progreso (Guastatoya)
7. El Quiché (Santa Cruz del Quiché)
8. Escuintla (Escuintla)
9. Guatemala (Cidade da Guatemala)
10. Huehuetenango(Huehuetenango)
11. Izabal(Puerto Barrios)
12. Jalapa (Jalapa)
13. Jutiapa (Jutiapa)
14. Quetzaltenango (Quetzaltenango)
15. Retalhuleu (Retalhuleu)
16. Sacatepéquez (Antigua Guatemala)
17. San Marcos (San Marcos)
18. Santa Rosa (Cuilapa)
19. Sololá (Sololá)
20. Suchitepéquez (Mazatenango)
21. Totonicapán (Totonicapán)
22. Zacapa (Zacapa)

## Economia

Principais produtos de exportação da Guatemala em 2019.

A economia da Guatemala baseia-se predominantemente na agricultura. Um quarto do PIB, dois terços das exportações e metade da força de trabalho do país provém do campo.
O país é o 2º maior produtor do mundo de cardamomo, um dos 10 maiores produtores mundiais de café, cana-de-açúcar, melão e borracha natural, e um dos 15 maiores produtores de banana e óleo de palma. Os principais produtos de exportação do país são, na seguinte ordem de valor: banana, açúcar, café e cardamomo. Cerca de metade das exportações da Guatemala vão para os Estados Unidos.
Em 2020, o país foi o 86º maior exportador do mundo (US$ 11,1 bilhões, 0,1% do total mundial). Na soma de bens e serviços exportados, chega a US$ 13,5 bilhões, ficando em 88º lugar mundial. Já nas importações, em 2019, foi o 73º maior importador do mundo: US$ 19,8 bilhões. Em 2018, a Guatemala tinha a 68ª indústria mais valiosa do mundo (US$ 10,5 bilhões), segundo o Banco Mundial. A Guatemala tem um nível econômico levemente superior ao do Uruguai e do Paraguai.
O presidente Arzu (1996–2000) trabalhou para implementar um programa de abertura comercial e para modernizar a política do país. Em 1996 foi assinado o acordo de paz que pôs fim à guerra civil que durava há 36 anos.
O sector agrícola reforçou-se desde o início da década de 2000 graças às importações chinesas. O agronegócio guatemalteco está nas mãos de algumas dezenas de grandes empresas nacionais ou estrangeiras. O valor dos produtos agrícolas exportados a cada ano quadruplicou entre 2000 e 2015 e o dos produtos de mineração quadruplicou, permitindo que a Guatemala se beneficiasse de uma alta taxa de crescimento (3,5% em 2018). Os 2% de proprietários mais ricos detêm 62% das terras aráveis da Guatemala. As populações indígenas, historicamente despojadas das suas terras pela colonização espanhola e, depois, pelas novas elites após a independência, são relegadas para as montanhas, onde a terra é infértil, o que as obriga a viver numa situação de extrema pobreza.
Guatemala tem os impostos mais baixos da América para empresas e investidores estrangeiros.
De acordo com o Programa das Nações Unidas para o Desenvolvimento (PNUD), "na Guatemala, o coeficiente de Gini — que mede a desigualdade de renda — é de 0,63, uma das maiores taxas do mundo". O país é um dos únicos países do continente americano que não experimentou uma redução da pobreza durante o período de alta dos preços das commodities de exportação (2000–2015). Pelo contrário, aumentou em 7%, alcançando 66,7% dos guatemaltecos em 2017, incluindo 86,6% dos indígenas.
Cerca de metade das crianças sofrem de falta de alimentos (75% para crianças indígenas).

## Infraestrutura

### Educação
O Ministério da Educação é o órgão do governo guatemalteco responsável pela educação na Guatemala, ao qual disciplina a aplicação do regime jurídico relativo aos serviços escolares e extraescolares, para a educação formal dos guatemaltecos.
Na Guatemala, em 2015, a taxa de alfabetização para pessoas com 15 anos ou mais foi estimada em 81,4%, sendo maior entre os homens (87,4%) do que entre mulheres (76,3%), sendo a taxa de alfabetização mais baixa da América Central. A expectativa de vida escolar, do ensino primário ao superior, era de 11 anos de estudos em 2015. O país destina cerca de 3,20% de seu orçamento anual para gastos e investimentos em educação, o que se revela modesto em comparação com as nações vizinhas e outros países do mundo. A educação é obrigatória por lei até o ensino secundário.
O governo administra várias escolas públicas de ensino fundamental e médio, já que os jovens da Guatemala não participam integralmente da educação. Essas escolas são gratuitas, embora o custo de uniformes, livros, materiais e transporte as torne menos acessíveis aos segmentos mais pobres da sociedade e um número significativo de crianças pobres não frequenta a escola. Cerca de 4,6% de crianças em idade escolar estão fora das escolas. Muitas crianças de classe média e alta vão para escolas particulares. Organizações como Child Aid, Pueblo a Pueblo e Common Hope, que treinam professores em vilas em toda a região das Terras Altas Centrais, estão trabalhando para melhorar os resultados educacionais para as crianças. A falta de treinamento para professores rurais é um dos principais fatores que contribuem para as baixas taxas de alfabetização da Guatemala.
A Guatemala tem uma universidade pública, a Universidad de San Carlos de Guatemala (USAC) e outras quatorze privadas. A USAC foi a primeira universidade da Guatemala e uma das primeiras universidades da América, tendo sido fundada em 1676, durante a colônia espanhola, e permaneceu como a única universidade na Guatemala até 1954. Nenhuma das instituições do país está listada entre as 100 melhores universidades da América Latina, de acordo com a classificação do QS World University Rankings de 2021.

## Cultura

### Gastronomia
A Guatemala, berço dos maias, tem uma cultura gastronômica tão rica e variada como antiga. Na culinária cotidiana da Guatemala o milho é rei e senhor: Tortilhas, Tamalitos, Pishtones, Tacos, Enchiladas, Chuchitos, etc., têm o milho como ingrediente principal

### Serviços públicos
O estado proporciona assistência médica e gratuita, mas também há hospitais particulares nas grandes cidades. Mesmo assim, os serviços médicos e sanitários são insuficientes, especialmente nas zonas rurais e nos subúrbios mais pobres. O ensino primário (seis anos) é gratuito e obrigatório, mas o sistema educacional não preenche as necessidades do país e apenas uma minoria chega ao segundo grau. A principal universidade pública é a de San Carlos de Guatemala, fundada em 1676.

### História e tradições
No território guatemalteco se encontram alguns dos mais remotos vestígios da civilização maia, cujas fases são conhecidas graças às estelas de pedra, usadas para medir o tempo. A primeira foi encontrada em Uaxactún e data do ano 328 da era cristã. Outros centros com ruínas maias são Quirigua e Yaxchilán.
Textos como o Popol Vuh, o Rabinal Achi e o Memorial de Tecpán-Atitlán foram escritos depois da conquista, em línguas indígenas com caracteres latinos.
Na arquitetura colonial, predominou o barroco espanhol com elementos indígenas. As ruínas da catedral de Antigua Guatemala são a melhor mostra desse estilo. A estatuária popular adquiriu grande perfeição a partir do século XVI.

### Literatura Espanhola
A figura de maior destaque nas letras guatemaltecas é Miguel Ángel Asturias, que recebeu em 1967 o Nobel de Literatura. Seu interesse pelas raízes do povo se expressa em todas as suas obras, com frequentes alusões a mitos indígenas.

### Esportes

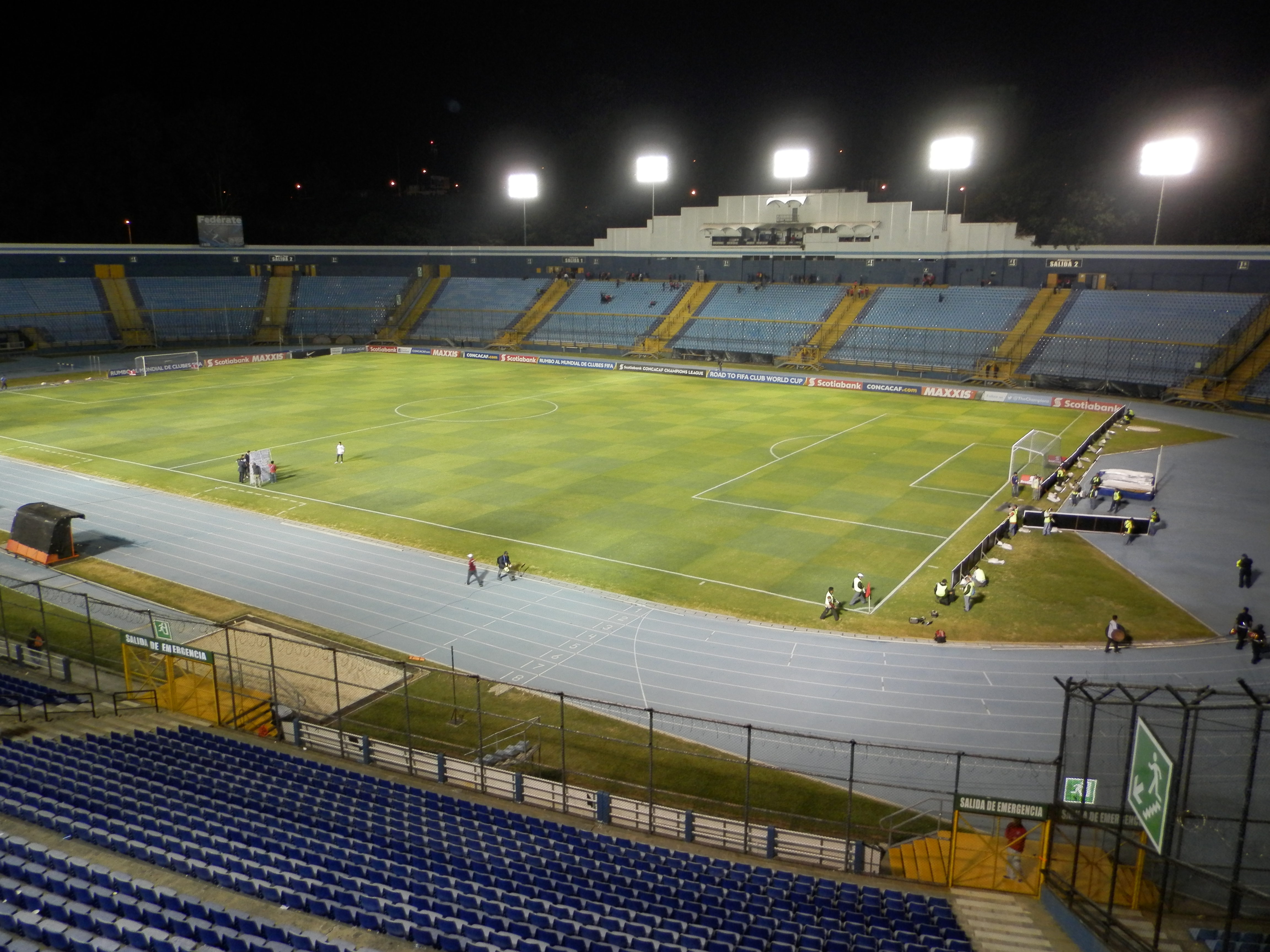
Estádio Doroteo Guamuch Flores na Cidade da Guatemala.

O futebol é o esporte mais popular na Guatemala e sua equipe nacional apareceu em 18 edições do Campeonato da CONCACAF, vencendo-o uma vez em 1967. No entanto, o time ainda nunca se classificou para a Copa do Mundo da FIFA.
O futsal é provavelmente o esporte coletivo de maior sucesso na Guatemala. A equipe nacional venceu o Campeonato CONCACAF de Futsal de 2008 como anfitriões. Foi também o vice-campeão em 2012 como anfitrião e conquistou a medalha de bronze em 2016.
Erick Barrondo ganhou a única medalha olímpica para a Guatemala até agora, na marcha atlética nos Jogos Olímpicos de Verão de 2012.
| Data           | Nome em português    |
| -------------- | -------------------- |
| 15 de setembro | Dia da Independência |